# Pedro Lavín
Pedro Lavín Arkotxa (Ondarroa, Vizcaya, España, 6 de enero de 1948) fue un futbolista español. Se desempeñaba en posición de delantero.

## Trayectoria
Se formó en la cantera del Athletic Club desde muy joven. En su equipo juvenil ganó tres trofeos de la Copa del Generalísimo Juvenil entre 1964 y 1966. Debutó con el primer equipo rojiblanco en Liga, con apenas 17 años, el 5 de septiembre de 1965 ante el Real Betis. Después de cuatro temporadas con el Athletic Club, pasó al Bilbao Athletic en su debut en Segunda División en la temporada 1969-70. En 1971, tras dos temporadas en el filial bilbaíno, fichó por el RC Deportivo de la Coruña, donde solo pudo disputar cuatro encuentros. Al año siguiente fichó por la UE Sant Andreu en Segunda División. Se retiró en 1975 después de dos temporadas en las filas del CE Sabadell FC.

## Clubes
| Club                      | País   | Temporada |
| ------------------------- | ------ | --------- |
| Athletic Club             | España | 1965-1969 |
| Bilbao Athletic           | España | 1969-1971 |
| RC Deportivo de la Coruña | España | 1971-1972 |
| UE Sant Andreu            | España | 1972-1973 |
| CE Sabadell FC            | España | 1973-1975 |

## Palmarés

### Campeonatos nacionales
| Título                          | Club          | País   | Año  |
| ------------------------------- | ------------- | ------ | ---- |
| Copa del Generalísimo de fútbol | Athletic Club | España | 1969 |